# Jonas Valančiūnas
Jonas Valančiūnas (Utena, 6 de mayo de 1992) es un jugador de baloncesto lituano que pertenece a la plantilla de los Denver Nuggets de la NBA. Con 2,11 metros de estatura, juega en la posición de pívot.

## Trayectoria deportiva

### Lituania
Comenzó su carrera en las categorías inferiores del Perlas Vilnius, para acceder al primer equipo con tan solo 16 años, en 2008, con los que consiguió el ascenso a la primera división lituana. En su única temporada completa con el Perlas promedió 10,1 puntos y 7,8 rebotes por partido. Mediada la temporada 2009-2010 fichó por cinco temporadas con el Lietuvos Rytas.
En su última temporada en el Lietuvos Rytas promedió 11,5 puntos, 7,3 rebotes y 1,8 tapones por partido.
Ha formado parte de la Selección de baloncesto de Lituania que consiguió la medalla de plata en el EuroBasket de 2015, donde ha conseguido encestar 128 puntos, con un promedio 16 puntos y 8,4 rebotes por partido y ha sido integrante del quinteto ideal del torneo.

### NBA

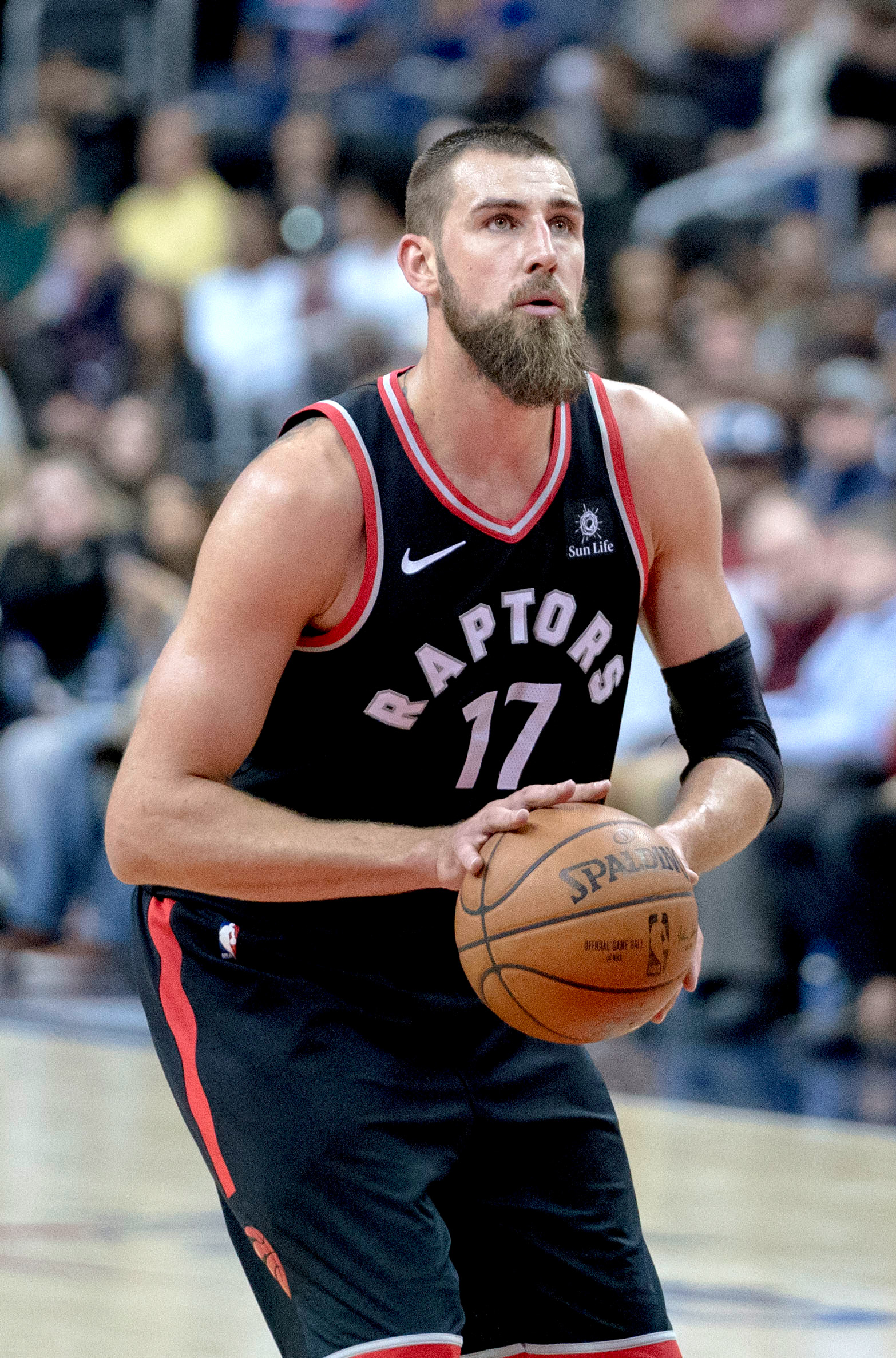
Valančiūnas con Toronto en 2018.

Fue elegido en la quinta posición del Draft de la NBA de 2011 por Toronto Raptors, pero debería pagar 3 millones de dólares para liberarse del contrato que tenía en su país, y las normas de la NBA no permiten a los equipos pagar más de medio millón. Tras jugar una temporada más en el Lietuvos, Valančiūnas firmó con Toronto Raptors el 18 de julio de 2012.
El 20 de agosto de 2015, extiende su contrato con los Raptors por cuatro años y $64 millones.
Tras siete temporadas en Toronto, el 7 de febrero de 2019, fue traspasado junto a C. J. Miles, Delon Wright y una segunda ronda del draft de 2024 a los Memphis Grizzlies a cambio de Marc Gasol.
En su segunda temporada con los Grizzlies, el 28 de febrero de 2020 ante Sacramento Kings consigue su récord personal de 25 rebotes.
Tras dos temporadas y media en la ciudad de Memphis, el 26 de julio de 2021,  fue traspasado a los New Orleans Pelicans a cambio de Steven Adams, Eric Bledsoe y varias rondas de draft.
El 29 de noviembre de 2021, ante Los Angeles Clippers, consigue su récord personal de anotación con 39 puntos. Ya en postemporada, el 17 de abril de 2022, en el primer partido de primera ronda ante Phoenix Suns atrapa 25 rebotes.
Tras tres años en New Orleans, el 30 de junio de 2024, firma por tres temporadas y $30 millones con Washington Wizards.
El 5 de febrero de 2025 es traspasado a Sacramento Kings a cambio de Sidy Cissoko.
El 1 de julio de 2025 es traspasado a Denver Nuggets a cambio de Dario Šarić.

## Selección nacional

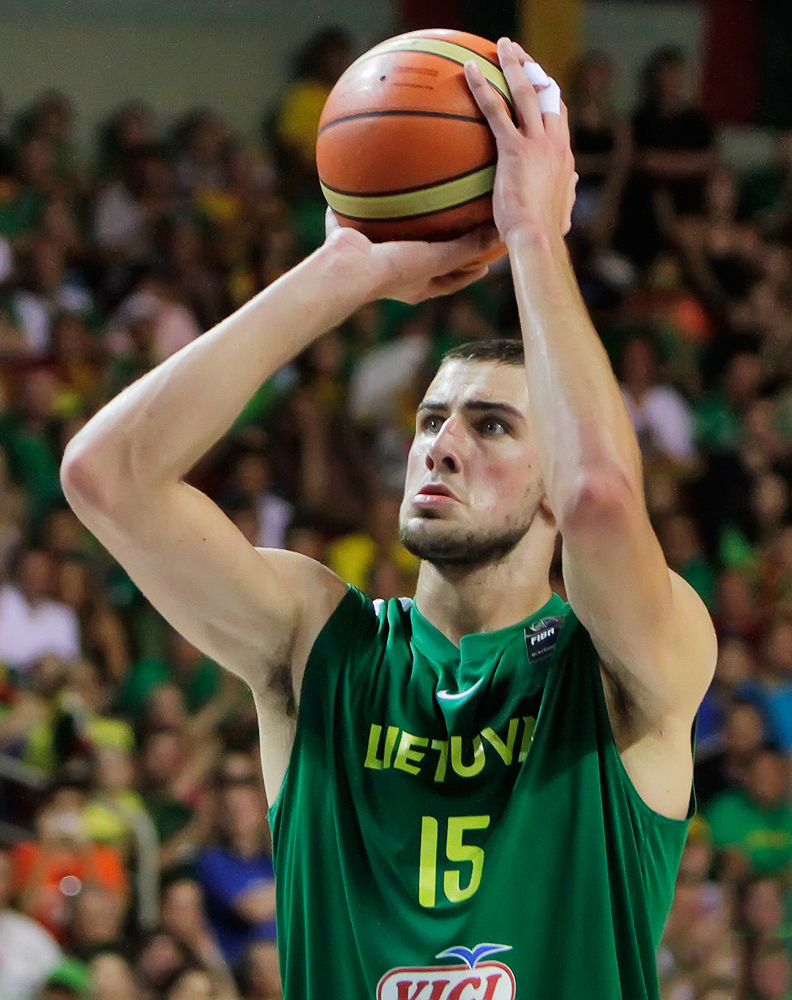
Valančiūnas con Lituania Sub-19.

### Júnior
Su primera participación fue en el EuroBasket Sub-16 de 2007, celebrado en Grecia, donde se llevó el Bronce. Al año siguiente disputó EuroBasket Sub-16 celebrado en agosto de 2008 en Italia, donde fue campeón, promediando 14,3 puntos y 11,1 rebotes por partido y además fue nombrado MVP del torneo.
En verano de 2009 disputó el EuroBasket Sub-18 de Italia, donde su equipo quedó en cuarta posición, promediando 19,3 puntos y 10,6 rebotes por partido. Al año siguiente, durante el verano de 2010 participó en el EuroBasket Sub-18 celebrado en Lituania, donde fue campeón, promediando 19,4 puntos y 13,4 rebotes por partido y además fue nombrado MVP del torneo.
En julio de 2011 fue parte del combinado lituano que disputó el Mundial Sub-19 de Letonia, quedando campeón y siendo nombrado MVP al promediar 23 puntos y 13,9 rebotes por partido.

### Absoluta
Su debut con la selección absoluta lituana fue el 6 de agosto de 2011, ante la República Checa, donde anotó 26 puntos y capturó 11. Y su primera participación en un torneo con la selección fue en el EuroBasket 2011 donde quedaron en quinta posición.
En verano de 2012, fue parte de la selección que participó en los Juegos Olímpicos de Londres 2012, que quedó en octavo lugar.
Luego fue plata en el EuroBasket 2013 celebrado en Eslovenia, al caer en la final ante Francia.
Participó también en el Mundial de 2014 disputado en España, perdieron la final de consolación, quedando en cuarta posición.
Y al verano siguiente, una nueva plata en el EuroBasket 2015, donde promedió 16 puntos y 8,4 rebotes por partido, pero perdió la final ante España.
Tras caer eliminados en cuartos de final en los Juegos Olímpicos de 2016, participó en el EuroBasket 2017, donde quedaron en novena posición, promediando 15,8 puntos y 12 rebotes por partido.
Disputó el  Mundial de 2019, donde quedaron en novena posición.
En septiembre de 2022 disputó con el combinado absoluto lituano el EuroBasket 2022, finalizando en decimoquinta posición.
Durante agosto y septiembre de 2023 fue integrante de la selección de Lituania que participó en el Mundial de 2023 celebrado en Asia, y que finalizó en sexto lugar.

## Estadísticas de su carrera en la NBA

### Temporada regular
| Año     | Equipo      | PJ  | PT  | MPP  | %TC  | %3P  | %TL  | RPP  | APP | ROB | TPP | PPP  |
| ------- | ----------- | --- | --- | ---- | ---- | ---- | ---- | ---- | --- | --- | --- | ---- |
| 2012-13 | Toronto     | 62  | 57  | 23.9 | .557 | -    | .789 | 6.0  | .7  | .3  | 1.3 | 8.9  |
| 2013-14 | Toronto     | 81  | 81  | 28.2 | .531 | .000 | .762 | 8.8  | .7  | .3  | .9  | 11.3 |
| 2014-15 | Toronto     | 80  | 80  | 26.2 | .572 | .000 | .786 | 8.7  | .5  | .4  | 1.2 | 12.0 |
| 2015-16 | Toronto     | 60  | 59  | 26.0 | .565 | -    | .761 | 9.1  | .7  | .4  | 1.3 | 12.8 |
| 2016-17 | Toronto     | 80  | 80  | 25.8 | .557 | .500 | .811 | 9.5  | .7  | .5  | .8  | 12.0 |
| 2017-18 | Toronto     | 77  | 77  | 22.4 | .568 | .405 | .806 | 8.6  | 1.1 | .4  | .9  | 12.7 |
| 2018-19 | Toronto     | 30  | 10  | 18.8 | .575 | .300 | .819 | 7.2  | 1.0 | .4  | .8  | 12.8 |
| 2018-19 | Memphis     | 19  | 17  | 27.7 | .545 | .278 | .769 | 10.7 | 2.2 | .3  | 1.6 | 19.9 |
| 2019-20 | Memphis     | 70  | 70  | 26.4 | .585 | .352 | .740 | 11.3 | 1.9 | .4  | 1.1 | 14.9 |
| 2020-21 | Memphis     | 62  | 61  | 28.3 | .592 | .368 | .773 | 12.5 | 1.8 | .6  | .9  | 17.1 |
| 2021-22 | New Orleans | 74  | 74  | 30.3 | .544 | .361 | .820 | 11.4 | 2.6 | .6  | .8  | 17.8 |
| 2022-23 | New Orleans | 79  | 79  | 24.9 | .547 | .349 | .826 | 10.2 | 1.8 | .3  | .7  | 14.1 |
| 2023-24 | New Orleans | 82  | 82  | 23.5 | .559 | .308 | .785 | 8.8  | 2.1 | .4  | .8  | 12.2 |
| 2024-25 | Washington  | 49  | 12  | 20.0 | .547 | .259 | .896 | 8.2  | 2.2 | .4  | .6  | 11.5 |
| 2024-25 | Sacramento  | 32  | 9   | 16.9 | .556 | .100 | .847 | 7.0  | 1.8 | .5  | .6  | 8.7  |
| Total   | Total       | 937 | 848 | 25.1 | .560 | .341 | .794 | 9.3  | 1.4 | .4  | .9  | 13.1 |

### Playoffs
| Año   | Equipo      | PJ | PT | MPP  | %TC  | %3P  | %TL  | RPP  | APP | ROB | TPP | PPP  |
| ----- | ----------- | -- | -- | ---- | ---- | ---- | ---- | ---- | --- | --- | --- | ---- |
| 2014  | Toronto     | 7  | 7  | 28.6 | .633 | -    | .636 | 9.7  | .3  | .0  | 1.0 | 10.9 |
| 2015  | Toronto     | 4  | 4  | 26.5 | .500 | -    | .875 | 9.3  | .5  | .5  | .3  | 11.3 |
| 2016  | Toronto     | 12 | 10 | 26.8 | .567 | -    | .744 | 10.8 | .9  | .8  | 1.2 | 13.8 |
| 2017  | Toronto     | 10 | 6  | 22.6 | .543 | .000 | .727 | 6.7  | .2  | .2  | .6  | 11.2 |
| 2018  | Toronto     | 10 | 9  | 24.4 | .542 | .400 | .824 | 10.5 | 1.2 | .4  | 1.5 | 14.6 |
| 2021  | Memphis     | 5  | 5  | 33.2 | .569 | .250 | .875 | 9.8  | 2.6 | .6  | .6  | 15.0 |
| 2022  | New Orleans | 6  | 6  | 29.1 | .485 | .167 | .769 | 14.3 | 3.0 | .7  | .2  | 14.5 |
| 2024  | New Orleans | 4  | 4  | 22.4 | .524 | .000 | .824 | 11.0 | 1.3 | .5  | .0  | 14.5 |
| Total | Total       | 58 | 51 | 26.3 | .547 | .238 | .765 | 10.1 | 1.1 | .5  | .8  | 13.2 |